# Шкуленко, Валерий Владимирович
Шкуленко Валерий Владимирович (род. 17 марта 1965) — мастер спорта, пилот теплового аэростата, пилот теплового дирижабля, генеральный директор ООО «МеджикФлайт».

## Биография
Окончил Московский авиационный институт по специальности инженер-механик воздушно-реактивных двигателей (1993). В настоящее время — генеральный директор воздухоплавательного клуба «МеджикФлайт».

## Спортивная карьера
Участник чемпионатов России (2000—2007), фестиваля Воздушных шаров в Кавказских Минеральных Водах (2000—2010), кубка Гордона Беннета (2006, Бельгия; 2010, Бристоль, Англия), кубка губернатора Московской области (г. Дмитров), фестиваля специальных форм (2002—2010, Сергиев-Посад). Имеет общий налет более 1300 часов.

### Семья
Женат, двое детей — сын и дочь.

## Награды
- Трехкратный рекордсмен России в категории «тепловые дирижабли».
- Двукратный рекордсмен мира в категории «тепловые дирижабли» (скорость, продолжительность полета).
- Медаль А. М. Кованько за заслуги в воздухоплавании.